# Ivan Brunetti
Ivan Brunetti, född 3 oktober 1967 i Italien, är en nihilistisk serieskapare verksam i USA. När han som barn flyttade till USA blev han mobbad i skolan för sin katolska tro, idag är han nästintill ateist. Brunettis tecknarstil är väldigt variationsrik och han kan gå från enkla seriefigurer i vissa strippar till extrem realism i andra.
Vissa serier skapade av Brunetti har ett burleskt underhållningsvärde, han skämtar bland annat om pedofili och levande fallosar. Medan andra serier av Brunetti kan ha ett djupare, mer filosofiskt tänkande bakom dem. Ibland händer det till och med att pratbubblorna i serierna blir som en egen liten roman i sig.

## Serietidningar
- Hee! (2006)
- Schizo nr 4 (2006)
- Haw! (2001)
- Schizo nr 3 (1998)
- Schizo nr 2 (1996)
- Schizo nr 1 (1995)

Serierna ges ut av Fantagraphics Books